# Age of Loneliness
Age of Loneliness – singel i piosenka grupy Enigma z 1993 roku. Charakteryzuje się miękkimi, ciepłymi solówkami gitarowymi i kobiecym wokalem śpiewanym w języku mongolskim i angielskim. Piosenkę napisał Michael Cretu. Ukazała się ona najpierw w 1993 roku na albumie The Cross Of Changes, następnie jako singel w 1994 roku, oraz w 2001 roku na składance The Love Sensuality Devotion. Jest to zremiksowana wersja piosenki "Carly’s Song", która pojawiła się na ścieżce dźwiękowej do filmu Sliver w reżyserii Phillipa Noyce’a z 1993 roku.
Teledysk do utworu został nagrany w Nowym Jorku i ukazuje ludzi w mieście, wokół których unoszą się, niczym duchy, ludzie w stanie nieważkości.

## Lista ścieżek
1. Radio Edit – 4:14
2. Clubby Radio Edit – 3:31
3. Enigmatic Club Mix (128 bpm) – 6:23
4. Jam & Spoon Remix (93 bpm) – 6:28
5. Album Version – 5:19